# Großsteingrab in der Hagenschen Wiek
Das Großsteingrab in der Hagenschen Wiek war eine mögliche megalithische Grabanlage der jungsteinzeitlichen Trichterbecherkultur in der Hagenschen Wiek, einer Bucht vor der Gemeinde Mönchgut auf der Insel Rügen im Landkreis Vorpommern-Rügen (Mecklenburg-Vorpommern).

## Forschungsgeschichte
Das Grab wurde durch den Lehrer Fritz Worm entdeckt und seine Existenz erstmals 1908 von Alfred Haas bekannt gemacht. Später scheinen allerdings keine weiteren Untersuchungen seines Standorts durchgeführt worden zu sein.  Der aktuelle Zustand der Anlage ist unklar. Ewald Schuldt und ihm folgend Hans-Jürgen Beier führen das Grab als ausgegangen.

## Lage
Das Grab befand sich nach Haas in der Hagenschen Wiek, etwa 120–150 m vor der Küste in einer Tiefe von 3–4 m. Sein Standort lag auf dem Schnittpunkt zweier Linien, von denen die erste „von der Mitte zwischen dem Mariendorfer Salzhaus und der höchsten Erhebung des Schafberges seewärt verläuft“, die andere von der „Westecke der Scheune des Bauern Karl Pisch“ zum „Fenster im Nebenhause des Bauern Jakob Looks“.

## Beschreibung
Nach Haas war von dem Grab bei klarem Wasser ein einzelner großer, abgeplatteter Deckstein erkennbar, der von einer steinernen Umfassung umgeben war. Die Anlage war vermutlich nord-südlich orientiert. Zu den Maßen liegen keine Angaben vor.
In der Nähe des Grabes wurde eine Steinaxt geborgen, die noch Reste eines Holzstiels aufwies.